# پادشاهی جئونگان
پادشاهی جئونگان ( هانگول:정안국هانجا:定 安 國، دوران:۹۳۸-۹۸۶) کشور جانشین بالهایی بود که توسط یئول مانهوا تاسیس شد. در نوشته‌های رسمی تاریخ چین و در کتاب تاریخ سونگ آمده است که ریشه مردم جئونگان احتمالاً به مردم کشور ماهان یا قوم موهِ [مالگال] برمی‌گردد.

## تاسیس و سقوط پادشاهی جئونگان
هنگامی که نیروهای سلسله لیائو در سال ۹۲۶ میلادی به بالهایی حمله و آن را فتح کردند، چند تن از مقامات دربار، به رهبری طایفه دائه، کشور بالهایی جدید را تأسیس کردند. با این حال، در سال ۹۳۵، ژنرال یئول مانهوا پس از مرگ رهبر قبیله دائه کنترل کشور را بدست گرفت و نام کشور را از بالهایی جدید به جئونگان تغییر داد. گفته شده است که جئونگان از قبایل همسایه به امید سرنگونی سلسله لیائو درخواست کمک کرده است و چند قبیله نیز به این درخواست پاسخ مثبت دادند، اما ظاهراً در این امر ناکام ماند. قبیله او در سال ۹۷۶ با کودتا جای قبیله یئول را گرفت و او هیون میونگ از قبیله او تا سال ۹۸۶ قدرت را در دست داشت. سرانجام جئونگان در سال ۹۸۶ توسط سلسله لیائو نابود شد.

## فرمانروایان
1. یئول مانهوا (열만화، 烈萬華، ۹۳۸-۹۷۶)
2. او هیون میونگ (오현명، 烏玄明، ۹۷۶-۹۷۶)